# Pentila congoana
Pentila congoana är en fjärilsart som beskrevs av Embrik Strand 1918. Pentila congoana ingår i släktet Pentila och familjen juvelvingar. Inga underarter finns listade i Catalogue of Life.